# Meioneta serratichelis
Meioneta serratichelis är en spindelart som beskrevs av Denis 1964. Meioneta serratichelis ingår i släktet Meioneta och familjen täckvävarspindlar.
Artens utbredningsområde är Sudan. Inga underarter finns listade i Catalogue of Life.